# 翅果草
翅果草（学名：Rindera tetraspis）是紫草科翅果草属的植物。分布在俄罗斯以及中国大陆的新疆等地，生长于海拔5,500米至6,000米的地区，见于石质戈壁，目前尚未由人工引种栽培。